# 一年級
《一年級》（英語：Grade One），是中國大陆湖南衛視於2014年播出的親子互動真人秀。節目由《超級女聲》和《快樂男聲》創始人夏青監製，《變形計》製作人徐晴，《花兒與少年》節目團隊擔綱製作，拍摄地点在「湘郡未来实验学校」，由陳學冬擔任班主任，宋佳擔任生活老師。於2014年10月17日起每週五22點播出。

## 簡介

### 內容
製作單位為一年級給出的定位是「萌童鮮師練成記」，有36個不同的家庭，其中參與節目的小學生共有七人，分别是马皓轩、西蒙子、安淇尔、王梓璇、陆煜琳、李昊煜、陈思成，而帶隊的「老師」則有兩位。七位兒童均為告別幼兒園，即將升上小學一年級的學生。在沒有父母、玩伴的情況下，與帶隊老師一起，獨自在寄宿制小學度過一個學期的生活。節目的拍攝地在封閉式的校園中。

### 製作
根據媒體報道，湖南衛視為製作《一年級》，投資了超過一億人民幣的資金，但80%的資金都用在了設備和後期剪輯中。而投入到投資在明星加盟節目的費用中則比外界預期的少。
節目的拍攝地為随机選擇的全封閉式校園，製作方在拍攝地共安裝了120台攝影機，還有15台跟拍攝像機。拍攝規模超過了此前的《我是歌手》和《爸爸去哪兒》等真人秀節目。

## 收視率

### 湖南衛視首播收視率
| 中国大陆 湖南卫视 首播收视率 （CSM50） |                |        |          |      |                               |
| 集數                                   | 播出日期       | 收视率 | 收视份额 | 排名 | 備註                          |
| 1                                      | 2014年10月17日 | 1.06   | 4.57     | 3    | 开播 深圳《极速前进》开播。   |
| 2                                      | 2014年10月24日 | 1.110  | 5.11     | 4    | 浙江《跑男来了》开播。        |
| 3                                      | 2014年10月31日 | 1.122  | 5.12     | 4    |                               |
| 4                                      | 2014年11月7日  | 1.028  | 4.81     | 4    |                               |
| 5                                      | 2014年11月14日 | 1.059  | 4.70     | 5    |                               |
| 6                                      | 2014年11月21日 | 1.227  | 5.71     | 5    |                               |
| 7                                      | 2014年11月28日 | 0.953  | 4.43     | 6    | 天津《百万粉丝》开播。        |
| 8                                      | 2014年12月5日  | 1.164  | 5.79     | 4    |                               |
| 9                                      | 2014年12月12日 | 1.029  | 4.85     | 5    |                               |
| 10                                     | 2014年12月19日 | 1.089  | 5.33     | 5    | 深圳《极速前进》完结。        |
| 11                                     | 2014年12月26日 | 1.220  | 5.85     | 4    | 完结 江苏《明星到我家》完结。 |

1. 同时段或交叉时段主要节目：
  - 浙江衛視《奔跑吧兄弟》、《跑男来了》
  - 广东衛視《中国好男儿》
  - 江蘇衛視《明星到我家》
  - 東方衛視《百裡挑一》、《誰能百裡挑一》
  - 深圳衛視《极速前进》、《直播港澳台》
  - 天津衛視《百万粉丝》
2. 数据由广视索福瑞提供，调查范围为四岁以上之观众。
3. 以上收视排名不包括央视在内。
4. 资料来源：卫视这些事儿、卫视小露电。
5. 排名为周五晚间所有综艺节目的排名，并不一定为同一时段。

### 白天重播收視率
| 中国大陆 湖南卫视 重播收视率 （CSM50） |                |        |          |      |                                                                      |
| 集數                                   | 播出日期       | 收视率 | 收视份额 | 排名 | 備註                                                                 |
| 1                                      | 2014年10月18日 | 0.517  | 4.72     | 1    | 重播时间为13点12分至15点13分，收视列白天所有节目第2名，同时段第1名。 |
| 2                                      | 2014年10月25日 | 0.430  | 暂缺     | 暂缺 | 重播收视含纪录片。                                                   |
| 3                                      | 2014年11月1日  | 0.405  | 暂缺     | 暂缺 | 重播收视含纪录片。                                                   |
| 4                                      | 2014年11月8日  | 0.495  | 4.15     | 1    | 重播时间为13点10分至15点14分，收视列白天所有节目第4名，同时段第1名。 |
| 5                                      | 2014年11月15日 | 0.491  | 3.55     | 1    | 重播时间为11点49分至13点48分，收视列白天所有节目第3名，同时段第1名。 |
| 6                                      | 2014年11月22日 | 0.515  | 3.77     | 1    | 重播时间为11点51分至13点52分，收视列白天所有节目第3名，同时段第1名。 |
| 7                                      | 2014年11月29日 | 0.538  | 3.75     | 1    | 重播时间为11点40分至13点49分，收视列白天所有节目第3名，同时段第1名。 |
| 8                                      | 2014年12月6日  | 0.573  | 4.24     | 1    | 重播时间为11点31分至13点48分，收视列白天所有节目第2名，同时段第1名。 |
| 9                                      | 2014年12月13日 | 0.465  | 3.42     | 2    | 重播时间为11点31分至13点40分，收视列白天所有节目第4名，同时段第2名。 |
| 10                                     | 2014年12月20日 | 0.428  | 3.14     | 3    | 重播时间为11点23分至13点38分，收视列白天所有节目第5名，同时段第3名。 |
| 11                                     | 2014年12月27日 |        |          |      | 重播收視計算為白天節目收視。                                         |

1. 数据由广视索福瑞提供，调查范围为四岁以上之观众。
2. 以上收视排名不包括央视在内。
3. 资料来源：卫视这些事儿、卫视大揭秘。
4. 因白天节目播出情况复杂，重播、连播、精编较多，所以本表并不能准确反映出收视排名情况。

## 節目列表
| 集數 | 日期           | 主題                                    | 嘉賓                                     |
| ---- | -------------- | --------------------------------------- | ---------------------------------------- |
| 1    | 2014年10月17日 | 陳學冬宋佳大鬧校園 馬皓軒執著尋寶放肆萌 |                                          |
| 2    | 2014年10月24日 | 李昊煜人小鬼大告白安淇爾                |                                          |
| 3    | 2014年10月31日 | 西蒙子李昊煜各出奇招示愛小蘋果          |                                          |
| 4    | 2014年11月7日  | 班長大選海濤助陣王梓璇                  |                                          |
| 5    | 2014年11月14日 | 西蒙子引發中西教育大亂鬥                |                                          |
| 6    | 2014年11月21日 | 周筆暢自爆想生娃                        | 周筆暢（代班生活老師）                   |
| 7    | 2014年11月28日 | 萌娃遇剋星遭遇史上最嚴戒尺老師          | 汪瑞華（民俗專家）                       |
| 8    | 2014年12月5日  | 汪涵明道傳授防火防狼秘籍                | 汪涵（消防隊隊長）、明道（性別教育老師） |
| 9    | 2014年12月12日 | 郭敬明助教遭撲倒 陳學冬宋佳甜蜜告白     | 郭敬明（成語老師）                       |
| 10   | 2014年12月19日 | 大東訓獸被虐慘 冬花告白難捨一年級       | 汪東城（自然生物老師）                   |
| 11   | 2014年12月26日 | 冬花回歸 華晨宇郭敬明重讀一年級         | 郭敬明、明道、華晨宇、杜海濤             |

## 宣传活动
| 播出時間       | 活動           | 出席演員                                                       |
| -------------- | -------------- | -------------------------------------------------------------- |
| 2014年10月24日 | 《天天向上》   | 陈学冬、李昊煜、马皓轩、西蒙子、陈思成、安淇尔、王梓璇、陆煜琳 |
| 2014年11月1日  | 《快樂大本營》 | 陈学冬、李昊煜、马皓轩、西蒙子、陈思成、安淇尔、王梓璇、陆煜琳 |
| 2014年12月13日 | 《疯狂的麦咭》 | 陈学冬、李昊煜、马皓轩、陈思成、王梓璇                         |

## 資料來源
1. ↑  . 新浪娛樂. 2014-10-07  [2014-10-11]. （原始内容存档于2021-03-31） （中文（简体））.
2. 1 2 3  . 新浪娛樂. 2014-09-17  [2014-10-11]. （原始内容存档于2021-07-04） （中文（简体））.

## 外部連結
- 一年級的新浪微博
- 《一年级》芒果tv官方频道 （页面存档备份，存于）
- 八大電視《一年級》專頁 （页面存档备份，存于）

## 综艺节目的变迁
| 中国大陆 湖南卫视 每周五 22:00－24:00        | 中国大陆 湖南卫视 每周五 22:00－24:00      | 中国大陆 湖南卫视 每周五 22:00－24:00 |
| -------------------------------------------- | ------------------------------------------ | ------------------------------------- |
|                                              | 一年級 （2014年10月17日 - 2014年12月26日） |                                       |
| 爸爸去哪儿2 （2014年6月20日－2014年10月3日） | 我是歌手3 （2015年1月2日－2015年4月3日）   |                                       |

| 臺灣 八大娛樂台 每週日 11:00 - 12:30                                            | 臺灣 八大娛樂台 每週日 11:00 - 12:30      | 臺灣 八大娛樂台 每週日 11:00 - 12:30 |
| ------------------------------------------------------------------------------- | ----------------------------------------- | ------------------------------------ |
|                                                                                 | 一年级 （2015年9月13日 - 2015年11月22日） |                                      |
| 綜藝大集合 （11:00 - 13:00） （2015年8月2日 - 2015年9月6日）                    | 綜藝大集合 （2015年11月29日 - ）          |                                      |
| 臺灣 八大綜合台 每週六 20:00 - 21:30                                            |                                           |                                      |
| 星廚駕到 （2015年6月27日－2015年9月12日） （8月29日的播出時間為 20:00 - 21:25） | 一年级 （2015年9月19日 - 2015年11月28日） | 極限挑戰 （2015年12月5日 - ）        |